# Arbore (mecanică)

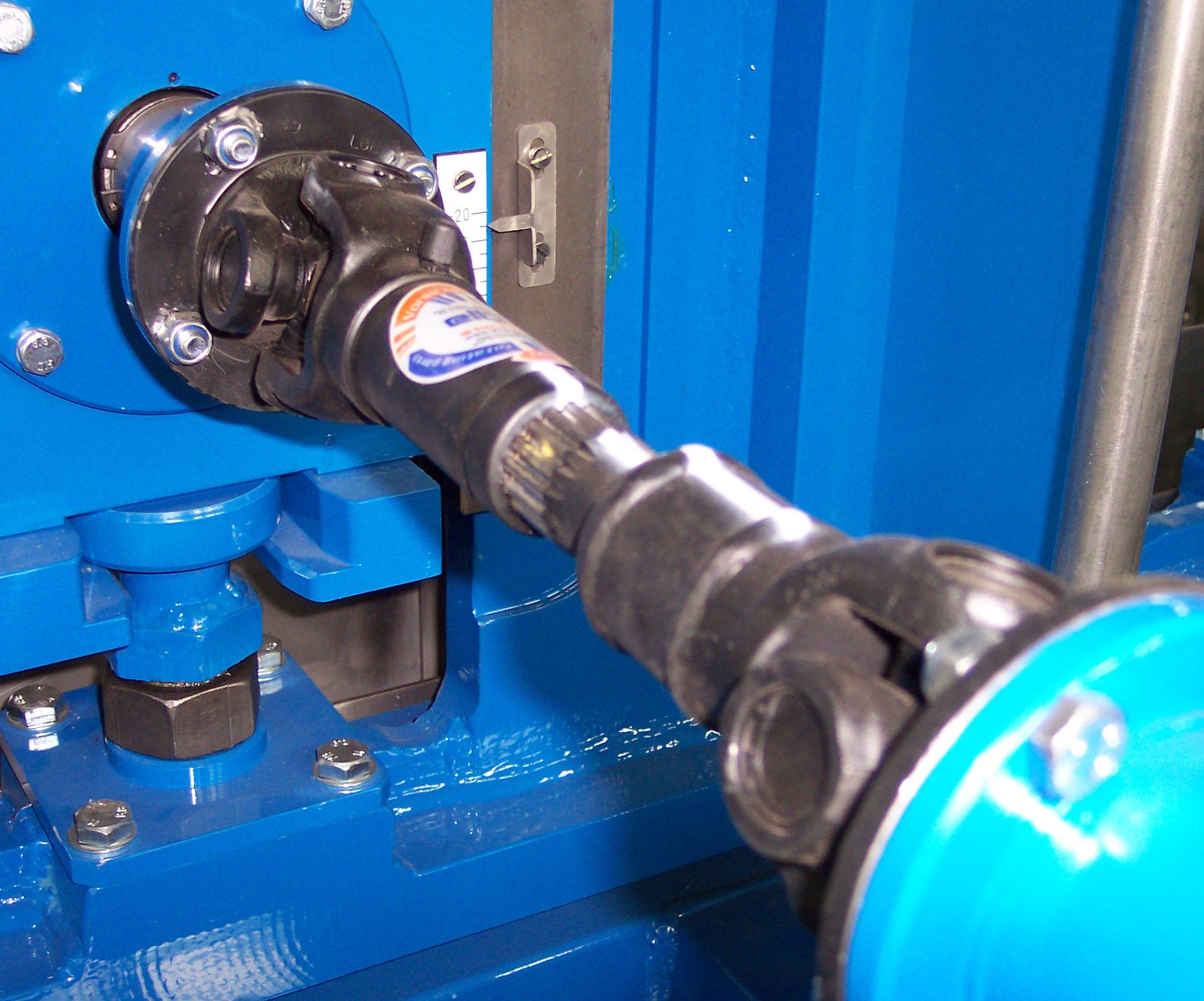
Arbore

În tehnică, arborele este un organ de mașină care se rotește în jurul axei  sale geometrice și transmite momente de torsiune, respectiv puteri primite de la alte organe pe care le susține sau cu care este asamblat. Pe arbori sunt montate roți dințate sau roți de curea.
Arborele este solicitat în special la torsiune și încovoiere.

## Tipuri de arbori
După destinație, arborii se împart în: arbori de transmisie pe care se fixează organele de transmisie; arbori principali (de exemplu la mașini-unelte) pe care se fixează pe lângă organele de transmisie și cele de lucru ale mașinilor. După felul axei geometrice, arborii se împart în arbori drepți (cu axa rectilinie) și arbori cotiți. După forma secțiunii, arborii pot fi: cu secțiune circulară, inelară și arbori canelați.

## Materiale pentru arbori
Având în vedere solicitările la care sunt supuși și siguranța în exploatare necesară, arborii se execută din oțeluri carbon obișnuite și oțeluri aliate. Astfel, arborii netratați termic  se execută din oțelurile carbon OL 50 și OL  60. Pentru solicitări medii cu cerințe de durabilitate pentru fusuri și caneluri se folosesc oțelurile carbon de calitate OLC 15, OLC 45, OLC 50. Pentru arbori cu solicitări importante sau când se impun restricții de gabarit și greutate se folosesc oțeluri aliate de îmbunătățire, de exemplu oțeluri CrNiMo, MoCr, CrNi, VCr.
Arborii de dimensiuni mari sau  arborii de formă complicată pot fi executați din fontă cu grafit nodular sau fontă maleabilă, prin turnare cu prelucrare mecanică ulterioară.

## Criterii de calcul la proiectare
Criteriile folosite în calculele de proiectare iau în considerare atât condițiile de rezistență a arborilor, cât și cerințele impuse de funcționarea corectă a organelor montate pe arbori. Dintre criteriile de rezistență, pentru majoritatea cazurilor este hotărâtoare rezistența la solicitări variabile. În cazul arborilor cu funcționare lentă, supuși la suprasarcini, criteriul de calcul este capacitatea portantă la suprasarcini, pentru evitarea deformațiilor plastice.
Condițiile de funcționare corectă a organelor montate pe arbori impun și efectuarea de calcule de rigiditate și de verificare la vibrații.
Proiectarea arborilor se desfășoară, obișnuit, în următoarea succesiune: predimensionarea pe baza unui calcul simplificat de rezistență la rupere sau la deformații; stabilirea formei constructive, cu considerarea condițiilor impuse de rolul funcțional, tehnologia de execuție și montaj; verificarea la oboseală; verificarea la rigiditate (deformații); verificarea la vibrații.

### Predimensionarea arborilor drepți
În funcție de mărimea solicitărilor principale, deosebim arbori solicitați în principal numai la răsucire (arborii intermediari de transmisie) și arbori solicitați în principal la răsucire și încovoiere.
Predimensionarea arborilor solicitați numai la răsucire constă în determinarea preliminară a diametrului arborelui, considerând numai rezistența de rupere la torsiune, neglijând solicitarea de încovoiere. Predimensionarea arborilor solicitați la răsucire și încovoiere se face după stabilirea schemei de forțe care solicită arborele la încovoiere și determinarea momentelor de răsucire pe porțiuni.

### Proiectarea formei constructive
Forma constructivă se stabilește în primul rând în funcție de necesitățile funcționale și de condițiile de montaj. Diametrul suprafețelor de montaj se aleg din șirul de numere normale. Diametrele fusurilor pentru montarea rulmenților se stabilesc după seria de dimensiuni a diametrelor interioare ale rulmenților. Dacă arborele are mai multe canale de pană pe lungime, acestea se dispun pe aceeași generatoare. Canalele de pană slăbesc secțiunea arborelui prin introducerea unor concentratori de tensiuni, ceea ce impune mărirea diametrelor tronsoanelor respective cu 5%.
În cazul în care pe lungimea arborelui există mai multe suprafețe de contact, asiguraresa unei montări ușoare se realizează atât prin stabilirea unei forme corespunzătoare, cât și a unor toleranțe adecvate. Dacă se folosește sistemul de toleranțe cu alezaj unitar, arborele poate rămâne cu diametru constant. În cazul utilizării sistemului de toleranțe cu arbore unitar, pentru evitarea deteriorării suprafețelor la montare se realizează tronsoane cu diferențe de diametru de 2 mm.

### Verificarea la oboseală
Pentru arbori se efectuează calculul pentru solicitarea compusă de încovoiere și răsucire. Verificarea constă în determinarea coeficienților de siguranță în secțiunile periculoase și compararea lor cu valoarea admisă. Coeficienții de siguranță admiși față de rezistența la oboseală au pentru condiții medii de solicitare valori c = 1,5...2,5.

### Verificarea la rigiditate
Sub acțiunea sarcinilor exterioare arborii pot prezenta deformații de încovoiere, de răsucire și axiale. Verificarea la deformații a arborilor este impusă de funcționarea corectă a unor tipuri de transmisii (prin angrenaje, roți de fricțiune), a lagărelor și a unor subansamble (de exemplu lanțuri cinematice de interdependență). Verificarea se efectuează numai pentru deformațiile de încovoiere și torsiune, iar prezența unor deformații axiale influențează nesemnificativ comportarea transmisiilor și lagărelor.

### Verificarea la vibrații
Arborii pot prezenta vibrații flexionale, torsionale sau longitudinale. Verificarea la vibrații are ca scop evitarea fenomenului de rezonanță. Calculul de verificare constă în determinarea frecvențelor proprii de vibrație ale arborelui și compararea acestora cu frecvențele sarcinilor perturbatoare. Atunci când frecvența perturbatoare coincide cu una dintre frecvențele proprii apare fenomenul de rezonanță. În timpul rezonanței amplitudinea vibrațiilor crește foarte mult. Vibrațiile cu amplitudini mari au efecte negative asupra funcționării de ansamblu a mașinii, conducând la creșteri importante ale sarcinilor dinamice, a zgomotului etc.